# 昭君墓

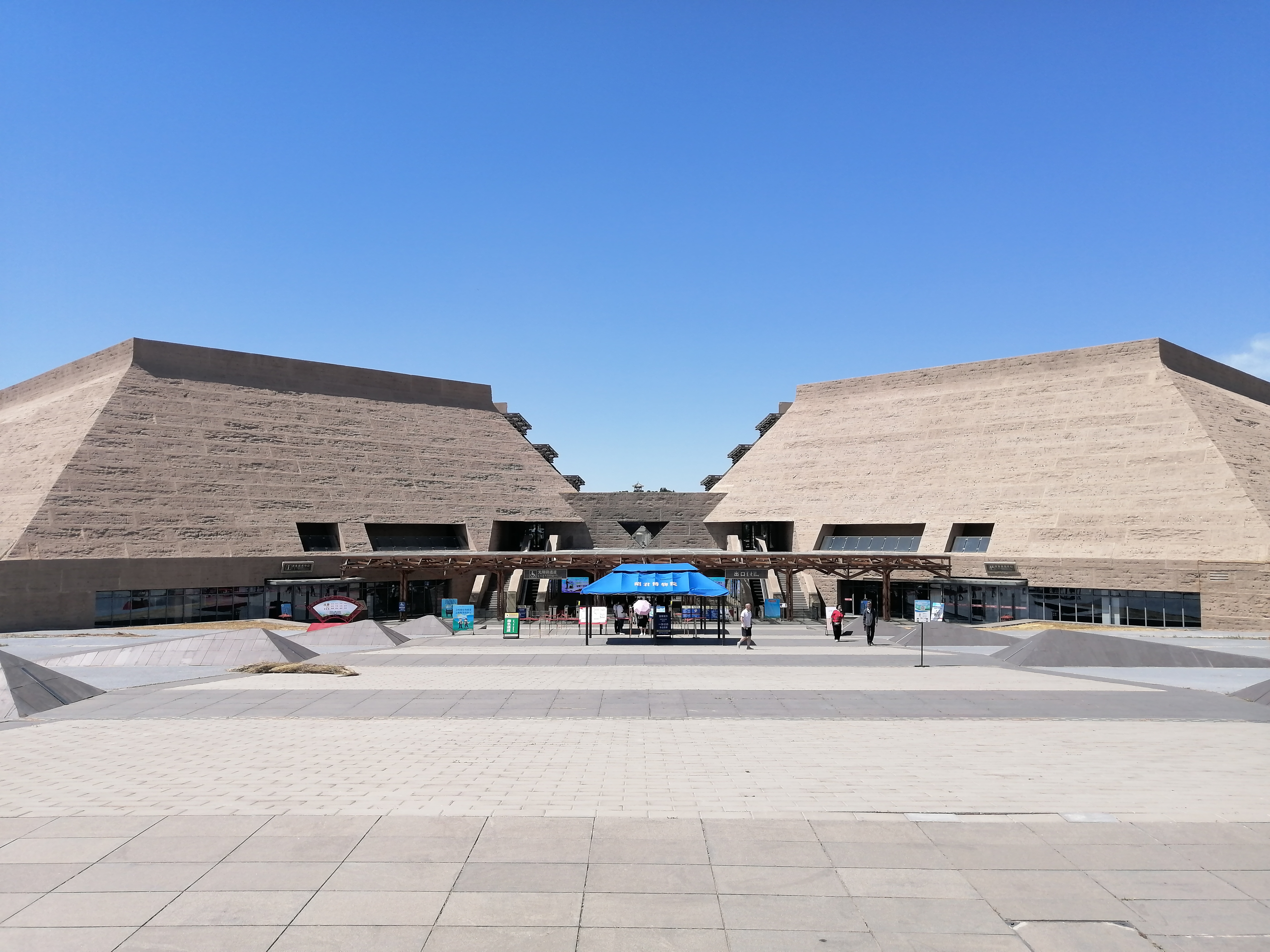
昭君博物院

昭君墓，又称青冢，位于内蒙古自治区呼和浩特市玉泉区南郊大黑河南岸，是王昭君的墓葬。蒙古语称“特木尔乌尔虎”，意为“铁垒”；相传秋季附近草木皆枯黄，唯昭君墓草色青翠，故又称“青冢”。
除呼和浩特的昭君墓外，根据地方文献及民间传说，在内蒙古、山西、山东、河北等地另有十余处昭君墓。呼和浩特的昭君墓真伪虽无定论，但因其记载最早、历代文人墨客多有吟咏之作，故最具影响力。

## 记载及历史沿革
提及昭君墓方位最早的文献为唐代杜佑《通典》，北宋乐史《太平寰宇记》进一步说明了“青冢”的得名原因，此后关于昭君墓的记载多见于历史地理著作、地方志及文人游记等。
昭君墓在20世纪60年代之后曾多次修缮，并建立了昭君博物院。昭君墓于1964年公布为第一批内蒙古自治区文物保护单位，2006年5月25日公布为第六批全国重点文物保护单位。

## 形制
昭君墓坐北向南，墓前为神道，神道南端是昭君博物院主体建筑。神道长约400米、宽6米，两侧有6对石像生。神道外侧建有4座建筑，东侧为数字5D影院、昭君故里纪念馆，西侧为中国古代和亲文化馆、单于大帐。
昭君墓现存墓体为人工夯筑的覆斗形土丘，高33米，底面积约1.3万平方米。墓前设有石砌台阶，至墓体三分之二处为一平台，设两座六角攒尖凉亭，凉亭两侧各有小路直达墓顶，墓顶建一座琉璃瓦攒尖顶凉亭。墓体正面东西两侧立有清末、民国的8通石碑，墓体外围防护墙上则镶嵌37块现代诗文碑刻。

## 历代诗作中的昭君墓
- 唐代杜甫：“一去紫臺連朔漠，獨留青塚向黃昏”
- 宋代王安石《明妃曲》：“可憐青塚已蕪沒，尚有哀弦留至今。”
- 清代耆英：“忆昔出宫闱，志在不负主。挥手去遐荒，非死无以处。曲弹马上调，肚肠向谁吐！声泪动天地，名独垂千古。边草伴芳魂，红颜与朽骨。何使若有神，一杯万世睹。王嫱有青冢，炎刘无寸土！要知作诗人，还应处其苦。”
- 民国李廷玉：“奇策安边付女流，琵琶一曲自千秋。寒凝青冢烟犹惨，声咽长河水带愁。忍辱岂为胡地妾，论功羞死汉关侯。炎刘一尽单于没，剩有昭君土一抔！”
- 现代董必武提昭君墓诗：“昭君自有千秋在，胡汉和亲识见高。词客各抒胸臆懑，舞文弄墨总徒劳。”